# Orbász
Orbász (szerbül, bosnyákul: Vrbas; szerbül cirill ábécével: Врбас) folyó Bosznia-Hercegovinában, a Száva jobb oldali mellékfolyója.
A Zec-Planina (a. m. Nyúl-hegy) két forrásából ered Szarajevótól 50 km-re nyugatra, majd jobbára északra halad. Hossza 250 km, vízgyűjtő területe 5900 km2.
Főbb mellékfolyói a Vrbanja, Pliva és Ugar. 
Jelentősebb városok az Orbász mentén: Uskoplje, Bugojno, Donji Vakuf, Jajca és Banja Luka. Davornál torkollik a Szávába.
Számos vízierőmű működik a folyón.

## Képek

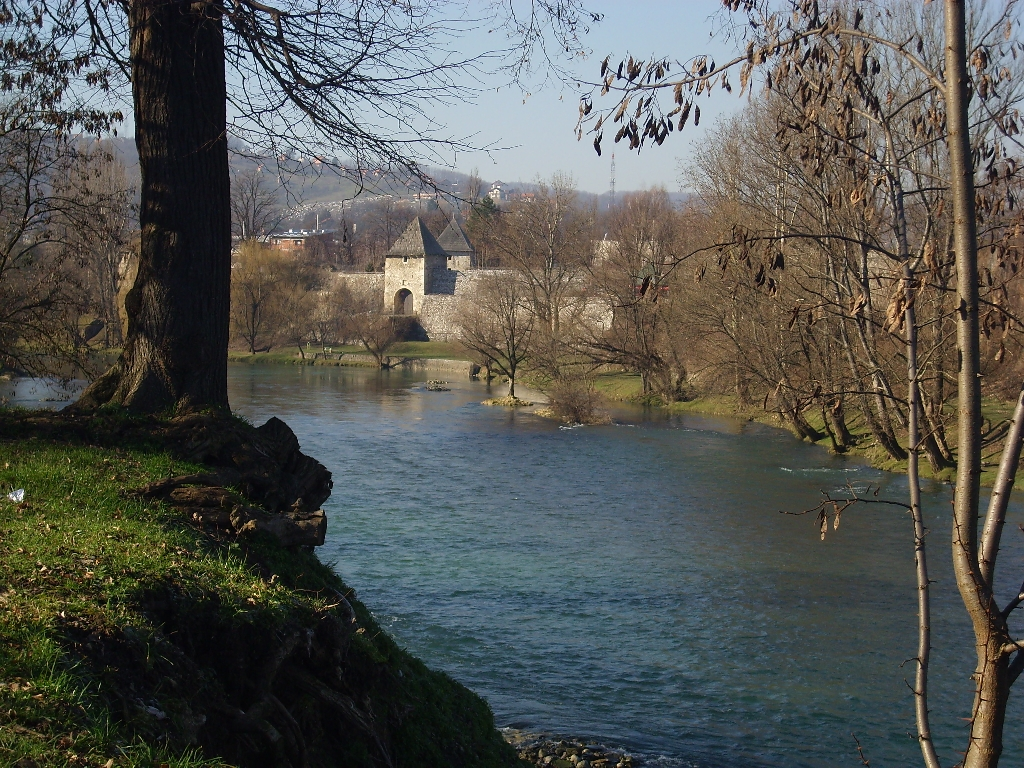
A folyó Banja Lukánál
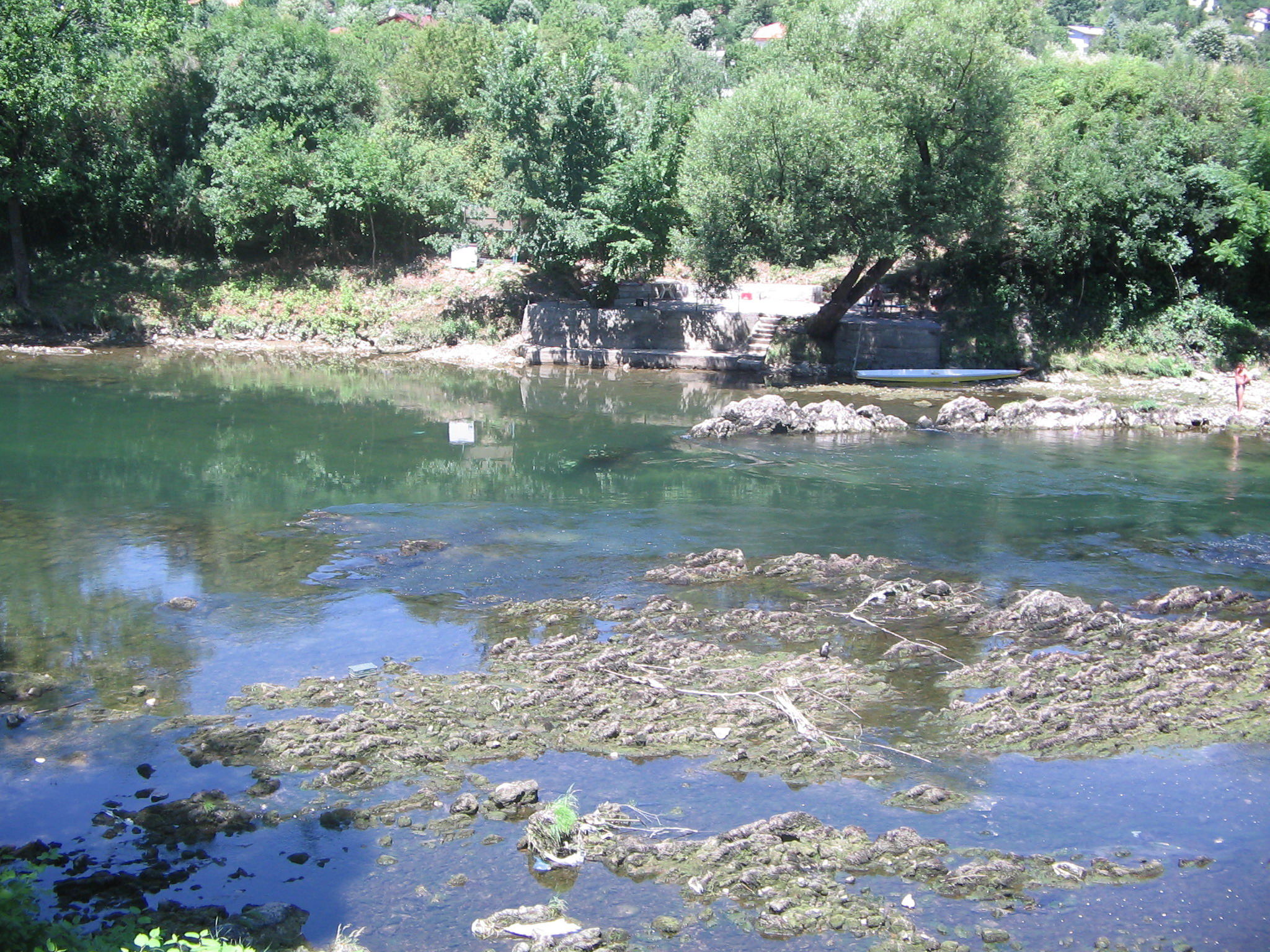
A folyó Banja Luka mellett alacsonyabb vízállásnál
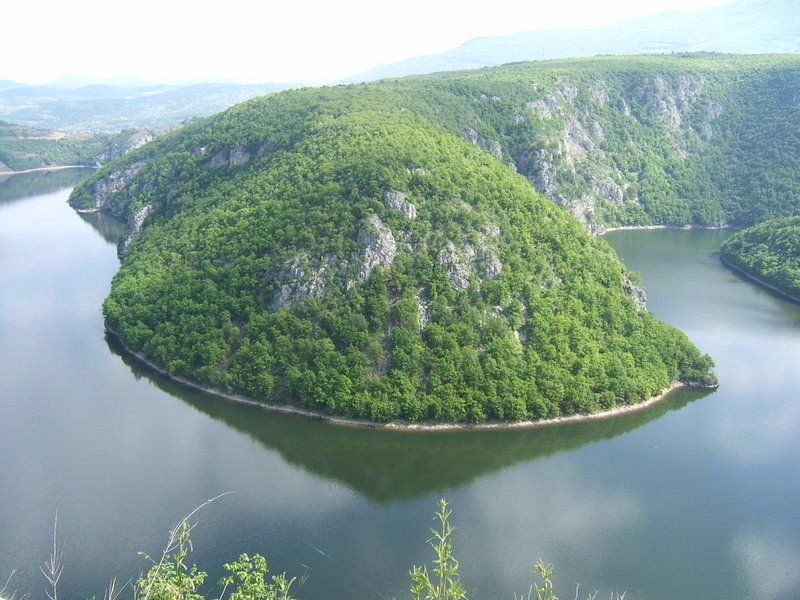
Meander az Orbászon